# Big L
Леймонт Коулмен (англ. Lamont Coleman; 30 травня 1974 — 15 лютого 1999), відоміший під сценічним псевдонімом Big L, — американський репер. Вийшовши з Гарлема в Нью-Йорку в 1992 році, Коулмен став відомим серед шанувальників андеграундного хіп-хопу завдяки своїй здатності до фрістайлінгу. Зрештою він підписав контракт із Columbia Records, де в 1995 році випустив свій дебютний альбом Lifestylez ov da Poor & Dangerous. 15 лютого 1999 року Коулмен був застрелений у своєму районі в Східному Гарлемі.
Коулман був відомий своєю грою слів, і автори AllMusic, HipHopDX і The Source хвалили його за його ліричні здібності. Генрі Адасо описав його як «одного з найталановитіших поетів в історії хіп-хопу».

## Раннє життя
Леймонт Коулмен народився 30 травня 1974 року в районі Гарлем у Нью-Йорку. Він був третьою і наймолодшою дитиною Джилди Террі і Чарльза Девіса. Девіс покинув сім'ю, коли Леймонт був дитиною. У нього було двоє старших зведених братів і сестер: Дональд і Лерой Фіназі. У дитинстві Коулмен отримав прізвиська «Little L» і «Mont-Mont». Його старший брат Дональд Фіназі взяв Коулмана на концерт Run-DMC у Beacon Theatre, коли Коулману було близько 7 років. За словами Фіназі, Коулмен був вражений виступом, який викликав його інтерес до репу. До 12 років Леймонт став великим шанувальником хіп-хопу і почав займатися фрістайлом з іншими людьми по сусідству.
Коулман почав писати вірші в 1990 році. Приблизно в цей час люди почали називати Коулмана «Big L». Влітку 1990 року Коулман познайомився з Lord Finesse на автограф-сесії в магазині платівок на 125-й вулиці. Після того, як він виконав фрістайл, Фінесс і Коулмен обмінялися номерами.
Коулман навчався в середній школі Джулії Річман і закінчив її в 1992 році. Навчаючись у середній школі, Коулмен регулярно виступав; у своєму останньому інтерв’ю він сказав: «Спочатку все, що я бачив, як я робив, це сварки з усіма на розі вулиць, римування в коридорах, биття стіни, римування моїх друзів. Час від часу домашня вечірка, мікрофон, вечірка на районі, мікрофон».

## Кар'єра

### 1992–1995: Перші записи та контракт
У 1992 році Леймонт записав кілька демо-записів, деякі з яких увійшли до його дебютного альбому Lifestylez ov da Poor & Dangerous. 11 лютого Big L з'явився на Yo! MTV Raps разом із Lord Finesse, де допоміг просувати його студійний альбом Finesse Return of the Funky Man. Перша професійна поява Коулмана відбулася на «Yes You May (Remix)» від Lord Finesse, а його перша поява на альбомі була на пісні «Represent» з альбому Showbiz & A.G. Runaway Slave 1992 року.
За цей час він виграв аматорський фрістайл-батл, організований Nubian Productions, який складався з близько 2000 учасників. 1992 року Коулмен підписав контракт з Columbia Records. Потім він приєднався до хіп-хоп колективу Diggin' in the Crates Crew (D.I.T.C.), який складався з Lord Finesse, Diamond D, O.C., Fat Joe, Buckwild, Showbiz та A.G. 1993 року Коулмен випустив свій перший рекламний сингл «Devil's Son», а пізніше сказав, що це був один із перших гороркор-синглів, який вплинув на інших. Він сказав, що написав пісню, тому що «я завжди був шанувальником фільмів жахів. Крім того, речі, які я бачу в Гарлемі, дуже страшні. Тож я просто зібрав усе це в риму». Однак він сказав, що надає перевагу іншим стилям, а не горроркору.
У 1993 році Big L заснував гарлемську реп-групу Children of the Corn (COC) разом з Killa Cam (Cam'ron), Murda Mase (Ma$e), Bloodshed і McGruff. 18 лютого 1993 року він виступив наживо на Uptown Lord Finesse Birthday Bash в клубі 2000 Club, який включав інші виступи Fat Joe, Nas і Diamond D. 1994 року він випустив свій другий рекламний сингл «Clinic». 11 липня 1994 року Коулмен випустив пісню «Put It On», а через три місяці вийшов відеокліп. 1995 року дебютував кліп на сингл «No Endz, No Skinz».
Його дебютний студійний альбом Lifestylez ov da Poor & Dangerous вийшов у березні 1995 року. Альбом дебютував під номером 149 у Billboard 200 і під номером 22 у Top R&B/Hip-Hop Albums. Станом на 2000 рік Lifestylez ov da Poor & Dangerous продав понад 200 000 копій. З альбому вийшло три сингли; перші два, «Put It On» і «M.V.P.», потрапили до топ-25 чарту Hot Rap Tracks, а третій «No Endz, No Skinz» не потрапив у чарти.

### Відхід з Columbia, другий альбом, незалежний виконавець
У 1996 році Big Lбув виключений з Columbia переважно через суперечку з лейблом щодо художніх розбіжностей
. Він сказав: «Я був там із купою незнайомців, які насправді не знали моєї музики».
У 1997 році він почав працювати над своїм другим студійним альбомом The Big Picture. Children of the Corn розпалася, коли Bloodshed загинув у автомобільній катастрофі в Нью-Йорку 2 березня 1997 року. Пізніше того ж року DITC з’явилися в липневому номері журналу On The Go Magazine. Потім Коулмен з'явився в синглі O.C. «Dangerous» з альбому Jewelz. Того листопада він виступив на розіграші європейського туру Jewlez.
Десь у 1998 році Коулмен створив власний незалежний лейбл Flamboyant Entertainment. Згідно з The Village Voice, він «планував випускати такий хіп-хоп, який продавався без 40 найкращих семплів або R & B хуків». Того ж року Big L випустив сингл «Ebonics». Пісня, заснована на афроамериканській народній англійській мові, була названа журналом The Source однією з п’яти найкращих незалежних синглів року. Також у 1998 році DITC випустили свій перший сингл «Dignified Soldiers».
Після випуску «Ebonics» Коулмен привернув увагу Деймона Деша, генерального директора Roc-A-Fella Records. Деш запропонував підписати його на Roc-A-Fella, але Коулмен хотів, щоб його команда також підписала контракт. 8 лютого 1999 року Коулман, Герб Макграфф, C-Town і Jay-Z розпочали процес підписання контракту з Roc-A-Fella як гурт під назвою «The Wolfpack».

## Вбивство
Близько 8:30 вечора 15 лютого 1999 року Big L був убитий на 45 West 139th Street у своєму рідному Гарлемі після того, як отримав дев’ять пострілів в обличчя та груди під час стрілянини з проїжджаючого повз автомобіля. Джерард Вудлі, один із друзів дитинства Big L, був заарештований через три місяці за злочин.
«Це велика ймовірність, що це була помста за щось, що зробив брат Big L, або Вудлі вважав, що зробив Big L», — сказав речник департаменту поліції Нью-Йорка. Пізніше Вудлі був звільнений через відсутність доказів, а справа про вбивство залишається офіційно нерозкритою.
У листопаді 2010 року в інтерв’ю Planet Ill Дональд Фіназі, найстарший брат Big L, стверджував, що Big L був посланий їхнім братом, Лероєм «Big Lee» Фіназі, «робити щось», чого він не повинен був робити. Причиною його вбивства Дональд назвав те, що Big L був помічений за тією справою.
24 червня 2016 року Вудлі отримав поранення в голову і пізніше помер у лікарні Гарлема. Родина Вудлі стверджує, що він невинний у вбивстві Коулмена. Репер Cam'ron, який був близьким другом Big L і Вудлі, відвідав похорон Вудлі. Пізніше Cam'ron опублікував відео в Instagram, в якому стверджував, що Big L намагався вбити Вудлі за тиждень до своєї смерті.
У 2017 році Лу Блек, двоюрідний брат Джерарда Вудлі, опублікував книгу Ethylene: The Rise and Fall of The 139th St. NFL Crew. У книзі розповідається про перші контакти Блека з командою NFL і Big L. У книзі Блек стверджує, що Лерой «Big Lee» Фіназі, старший зведений брат Коулмена і лідер команди NFL, порушив умовний термін, коли його було виявлено в незаконне зберігання зброї та був засуджений до позбавлення волі. За словами Блека, перебуваючи у в'язниці, Фіназі зустрів і найняв убивцю з Брукліна, щоб він убив трьох членів банди NFL, включаючи Вудлі. Фіназі доручив Big L визначити цілі вбивці. У той день, коли планувалося вбивство, Вудлі помітив, що за ним слідує вбивця, і успішно його налякав. Оскільки Big L кілька разів бачили з передбачуваним вбивцею за кілька днів до цього, Вудлі припустив, що Big L брав участь у спробі стрілянини. Приблизно через тиждень після спроби застрелити Вудлі, Big L був убитий. Блек не уточнив, чи Вудлі особисто вбив Big L.
Коулман похований у Меморіальному парку Джорджа Вашингтона в Парамесі, штат Нью-Джерсі.

## Посмертні релізи
Першим посмертним синглом Big L був «Flamboyant»/«On the Mic», який вийшов 30 травня 2000 року. Сингл посів 39 місце в чарті Hot R&B/Hip-Hop Songs і очолив Hot Rap Tracks, ставши першим і єдиним синглом Big L, який посів перше місце в чартах.
Другий і останній студійний альбом Big L, The Big Picture, вийшов 1 серпня 2000 року, і містив гостьові куплети Fat Joe, 2Pac, Guru, Kool G Rap і Big Daddy Kane. The Big Picture склав докупи менеджер Big L і партнер у Flamboyant Entertainment, Річ Кінг. Він містить пісні, які він записав, і акапельні записи, які ніколи не використовувалися, виконані продюсерами та запрошеними ведучими, яких Коулмен поважав або з якими раніше працював.
The Big Picture дебютував під номером 13 у Billboard 200, під номером 2 у Top R&B/Hip-Hop Albums і був проданий тиражем 72 549 копій. Через місяць альбом був сертифікований золотим за продаж понад 500 000 примірників. The Big Picture був єдиним релізом Big L, яка потрапила в музичний чарт за межами Сполучених Штатів, досягнувши 122 місця в чарті альбомів Великобританії.
Наступний посмертний альбом Big L, 139 & Lenox, вийшов 31 серпня 2010 року. Він вийшов на Flamboyant Entertainment і містив раніше невидані та рідкісні треки. Наступний альбом Return of the Devil's Son 2010 року посів 73 місце в R&B/Hip-Hop Albums. Наступними релізами Big L були The Danger Zone 2011 року і L Corleone, який вийшов 14 лютого 2012 року.

## Спадщина та вплив
Генрі Адасо, музичний журналіст About.com, назвав його 23-м найкращим MC з 1987 по 2007 рік, стверджуючи, що «[він] був одним із найвдаліших оповідачів в історії хіп-хопу». HipHopDX назвав Big L «найбільш недооціненим автором пісень». Багато виконавців неодноразово віддавали йому шану. Lord Finesse DITC вшанували його 6 березня 1999 року в Tramps. Журнал The Source неодноразово вшановував його пам’ять: спочатку в липні 2000 року, а потім у березні 2002 року. XXL також вшанував пам’ять Коулмена в березні 2003 року. 16 лютого 2005 року в ресторані та нічному клубі SOB на Манхеттені відбулося вшанування пам’яті Big L. Участь взяли DITC, Herb McGruff, та Kid Capri. Усі зароблені гроші йшли в фонд Big L.
У 2004 році Емінем віддав належне Big L у відеокліпі на сингл «Like Toy Soldiers». В інтерв’ю MTV Jay-Z сказав: «Ми збиралися підписати з ним контракт перед тим, як він помер. Ми збиралися підписати його з Roc-a-Fella. Це було завершено... Я думаю, що він був дуже талановитим... Я думаю, що він мав здатність писати великі альбоми та великі приспіви». Репер Nas також сказав на MTV: «Він налякав мене до смерті. Коли я почув це на записі, я був наляканий до смерті. Я сказав: «Йо, я не можу змагатися, якщо це те, з чим я повинен змагатися».
У 2017 році Royce da 5'9" сказав, що вважає, що Коулмен був би «Топ-3» репером за весь час, якби його не вбили так рано. 2019 року Funkmaster Flex сказав: «Люди можуть на мене злитися за це, але він був найкращим ліриком того часу. Він був кращим ліриком, ніж Біггі та Джей Зі. У нього просто не було маркетингу та просування. Дозвольте мені записатись і сказати це. Це правда». 2022 року перехрестя 140-ї вулиці та Леннокс-авеню в Гарлемі було названо на честь Big L: Lamont «Big L» Coleman Way.

### Стиль
Коулмана часто вважають одним із творців жанру горроркор хіп-хопу через його пісню «Devil's Son» 1992 року. Однак не всі його пісні належать до цього жанру. Наприклад, у пісні «Street Struck» Коулмен розповідає про труднощі дорослішання в гетто та описує наслідки злочинного життя. Ідріс Гудвін з The Boston Globe написав, що «[Big L мав ] вражаюче знання англійської мови», найкращим прикладом цього є його пісня «Ebonics».
Big L був відомий тим, що використовував реп-стиль під назвою «compounding». Він також використовував метафори у своїх римах.

### Документальний фільм
Документальний фільм Street Struck: The Big L Story мав вийти в прокат у 2017 році. Режисером виступив друг дитинства та незалежний режисер Jewlz, було залучено приблизно дев’ять годин відзнятого матеріалу, а запланована тривалість фільму складала від 90 до 120 хвилин. Перший трейлер, що вийшов 29 серпня 2009 року, показав, що Street Struck міститиме інтерв'ю його матері Гілди Террі; його брата Дональда; друзів дитинства E-Cash, D.O.C., McGruff і Stan Spit; художників Mysonne і Doug E. Fresh; продюсерів Showbiz і Premier; і запис діджеїв Cipha Sounds і Peter Rosenberg. Кажуть, що саундтрек, створений братом Коулмена Дональдом, також був зроблений для документального фільму. Станом на 2023 рік документальний фільм і саундтрек ще не вийшли.

## Дискографія
Студійні альбоми
- Lifestylez ov da Poor & Dangerous (1995)

Посмертні студійні альбоми
- The Big Picture (2000)
- 139 & Lenox (2010)
- Return of the Devil's Son (2010)
- The Danger Zone (2011)

Посмертні компіляції
- Harlem's Finest – A Freestyle History (2003)
- Live from Amsterdam (2003)
- Big L: The Archives 1996–2000 (2006)

Посмертні спільні альбоми
- Children of the Corn: Collector’s Edition (разом з Children of the Corn) (2003)